# Johan Transchiöld
Johan Trana (adlad Transchiöld), född 1656 i Nyköping, död 7 september 1699, var en svensk matematiker och ämbetsman.
Transchiöld blev student vid Uppsala universitet och professor i matematik i Dorpat 1677. Han tjänstgjorde som sekreterare och överauditör vid den hjälpkår, som under 1690-talet på de allierade makternas sida kämpade mot Frankrike i Pfalziska tronföljdskriget. Han adlades samma år och antog namnet Transchiöld, samt introducerades 1697 på nummer 1293. År 1694 blev han krigsfiskal, och samma år utsågs han till direktör för Lantmäteriet, en post han innehade till sin död. I den egenskapen kartlade han flera svenska landsvägar och förbättrade de svenska landskartorna.
Transchiöld var gift med Elsa Lovisa Braunjohan, dotter till Conrad Braunjohan och Sara Carlberg. Deras son Conrad Ludvig var kammarherre och gift med en Gripenstjerna. Han var också Sveriges förste riksheraldiker. Två döttrar var gifta med två bröder och blev stammödrar till den friherreliga respektive den grevliga ätten Liljencrantz. Ätten Transchiöld utslocknade på svärdssidan med Johan Transchiölds sonsöner.